# Новосергиевское сельское поселение
Новосергиевское сельское поселение — муниципальное образование в составе Крыловского района Краснодарского края России. 
В рамках административно-территориального устройства Краснодарского края ему соответствует Новосергиевский сельский округ.
Административный центр — станица Новосергиевская.

## Население
| 2010  | 2012  | 2013  | 2014  | 2015  | 2016  | 2017  |
| ----- | ----- | ----- | ----- | ----- | ----- | ----- |
| 2937  | ↘2913 | ↘2898 | ↗2916 | ↘2900 | ↗2941 | ↗2959 |
| 2018  | 2019  | 2020  | 2021  | 2023  |       |       |
| ↘2895 | ↗2898 | ↘2858 | ↗2964 | ↗2995 |       |       |

## Населённые пункты
В состав сельского поселения (сельского округа) входят 3 населённых пункта:
| № | Населённый пункт                                | Тип населённого пункта | Население (чел.) |
| - | ----------------------------------------------- | ---------------------- | ---------------- |
| 1 | Водораздельный                                  | посёлок                | ↘121             |
| 2 | Ключевой                                        | посёлок                | ↘256             |
| 3 | Новосергиевская                                 | станица                | ↘2163            |
| 4 | Посёлок отделения № 1 совхоза «Новосергиевский» | посёлок                | ↘168             |
| 5 | Посёлок отделения № 2 совхоза «Новосергиевский» | посёлок                | ↘109             |
| 6 | Посёлок отделения № 5 совхоза «Новосергиевский» | посёлок                | ↘107             |
| 7 | Посёлок отделения № 6 совхоза «Новосергиевский» | посёлок                | ↘13              |

## Экономика
В районе находятся: торговых точек — 17; крестьянско-фермерских хозяйств — 104; личных хозяйств — 1 083.